# Puiggari
Puiggari est une localité rurale argentine située dans le département de Diamante et dans la province d'Entre Ríos.

## Histoire
Le nom vient de la gare ferroviaire, qui rend hommage au scientifique Miguel Puiggari ; ce nom a remplacé celui d'Aldea Camarero avec lequel le village était connu auparavant. En 1950, le nom du village a été changé en Villa Libertador San Martín (plus tard raccourci en Libertador San Martín). Cependant, la station a continué à s'appeler Puiggari et est même connue sous ce nom alternativement à la ville de Libertador San Martín.
La station a fonctionné de 1909 à la fin des années 1960, avec seulement une halte au Sanatorium. Le terrain de la station a été cédé à la municipalité et, bien que le bâtiment soit toujours intact, il abrite désormais une salle culturelle.
Puiggari est connu pour son université adventiste, ainsi que pour un gymnase adventiste avec des programmes d'aide à l'arrêt du tabac et pour la promotion d'un mode de vie sain basé sur des synthèses des Écritures bibliques et leur correspondance avec le naturisme et la naturopathie correspondante.